# Scaled and Icy
Scaled and Icy ist das sechste Studioalbum des US-amerikanischen Musikduos Twenty One Pilots, das am 21. Mai 2021 durch Fueled by Ramen veröffentlicht wurde. Es ist das erste Studioalbum der Band seit drei Jahren.

## Titelliste
| #   | Titel           | Länge | Anmerkungen |
| --- | --------------- | ----- | ----------- |
| 1.  | Good Day        | 3:24  |             |
| 2.  | Choker          | 3:43  | 2. Single   |
| 3.  | Shy Away        | 2:55  | 1. Single   |
| 4.  | The Outside     | 3:36  |             |
| 5.  | Saturday        | 2:52  | 3. Single   |
| 6.  | Never Take It   | 3:32  |             |
| 7.  | Mulberry Street | 3:44  |             |
| 8.  | Formidable      | 2:56  |             |
| 9.  | Bounce Man      | 3:05  |             |
| 10. | No Chances      | 3:46  |             |
| 11. | Redecorate      | 4:05  |             |

## Albumtitel
Der Titel des Albums ist eine Anspielung auf "scaled back and isolated", eine Phrase, die Frontmann Tyler Joseph mit Musik assoziierte, die während der COVID-19-Pandemie produziert wurde. Obwohl die Phrase auch ein Anagramm von "Clancy is dead" ist, eine Anspielung auf den Protagonisten ihres vorherigen Albums Trench.

## Hintergrund und Produktion
Am 4. März 2019, fünf Monate nach der Veröffentlichung ihres fünften Studioalbums Trench, bestätigte die Band, dass sie an ihrem nächsten Studioalbum arbeiten. Über das mögliche Thema sagte Frontmann Joseph: “there's a character that hasn't been talked about on any record yet that plays a huge role in the narrative that obviously will need to be talked about and it's probably where we're going next” (deutsch: „Es gibt einen Charakter, über den noch auf keiner Platte gesprochen wurde, der eine große Rolle in der Erzählung spielt, über den offensichtlich gesprochen werden muss und es ist wahrscheinlich, wo wir als nächstes hingehen.“) Am 9. April 2020 veröffentlichte das Duo den Song "Level of Concern", der den ersten musikalischen Output des Duos seit der Veröffentlichung von Trench markiert. Der Song ermutigt den Hörer, in schweren Zeiten die Hoffnung zu bewahren und spricht speziell über die COVID-19-Pandemie. In einem Interview mit Zane Lowe im Mai 2020 äußerte Joseph seine Unsicherheit darüber, ob ihr nächstes Album die Geschichte von Trench fortsetzen oder eine "Zwischenplatte" sein würde, und erklärte: “It's kind of hard for me to tap into the story of Trench and what we've been building on up until that point without being out there, without touring, without having those live shows, without interacting with our fans.” (deutsch: „Es ist irgendwie schwer für mich, die Geschichte von Trench und das, worauf wir bis zu diesem Punkt aufgebaut haben, weiterzuführen, ohne da draußen zu sein, ohne zu touren, ohne diese Live-Shows zu haben, ohne mit unseren Fans zu interagieren.“)
Scaled and Icy wurde größtenteils von Joseph in seinem Heimstudio über einen Zeitraum von einem Jahr während der COVID-19-Pandemie geschrieben und produziert, während Schlagzeuger Josh Dun die Schlagzeugspuren aus der Ferne einspielte. Dun hatte im November 2020 verraten, dass sie immer noch "aus der Ferne" an dem Album arbeiteten, wobei beide Mitglieder während dieser Zeit an verschiedenen Orten waren. Er beschreibt den Aufnahmeprozess wie folgt: “we both have our own studios, which is really nice, so he comes up with a lot of stuff at his studio, sends it over to me, and then I come up with some stuff here at my studio and then send it back” (deutsch: „Wir haben beide unsere eigenen Studios, was wirklich nett ist, also entwickelt er eine Menge Sachen in seinem Studio und schickt sie zu mir rüber, und dann entwickle ich ein paar Sachen hier in meinem Studio und schicke sie zurück.“)

## Kommerzieller Erfolg

### Chartplatzierungen
| ChartsChartplatzierungen       | Höchstplatzierung | Wochen |
| ------------------------------ | ----------------- | ------ |
| Deutschland (GfK)              | 6 (6 Wo.)         | 6      |
| Österreich (Ö3)                | 4 (8 Wo.)         | 8      |
| Schweiz (IFPI)                 | 4 (7 Wo.)         | 7      |
| Vereinigte Staaten (Billboard) | 3 (14 Wo.)        | 14     |
| Vereinigtes Königreich (OCC)   | 3 (6 Wo.)         | 6      |

### Auszeichnungen für Musikverkäufe
| Land/Region                  | Auszeichnungen für Musikverkäufe (Land/Region, Auszeichnung, Verkäufe) | Verkäufe |
| ---------------------------- | ---------------------------------------------------------------------- | -------- |
| Brasilien (PMB)              | Gold                                                                   | 20.000   |
| Kanada (MC)                  | Gold                                                                   | 40.000   |
| Niederlande (NVPI)           | Platin                                                                 | 30.000   |
| Vereinigte Staaten (RIAA)    | Gold                                                                   | 500.000  |
| Vereinigtes Königreich (BPI) | Silber                                                                 | 60.000   |
| Insgesamt                    | 1× Silber · 3× Gold · 1× Platin ·                                      | 650.000  |

Hauptartikel: Twenty One Pilots/Auszeichnungen für Musikverkäufe